# Heliotropium parvulum
Heliotropium parvulum är en strävbladig växtart som beskrevs av Mikhail Grigoríevič Popov. Heliotropium parvulum ingår i Heliotropsläktet som ingår i familjen strävbladiga växter. Inga underarter finns listade i Catalogue of Life.